# Area 51 (jeu vidéo, 2005)
Vous lisez un « bon article » labellisé en 2019.
Pour les articles homonymes, voir Area 51.
Area 51 (stylisé Area-51) est un jeu vidéo de tir à la première personne développé par Midway Austin et édité par Midway Games sur PlayStation 2, Xbox et PC en 2005 en Amérique du Nord et en Europe et en 2006 au Japon. Il est inspiré du jeu d'arcade du même nom sorti en 1995.
L'intrigue se déroule en plein cœur de la zone 51, célèbre aire géographique située aux États-Unis, et suit les péripéties d'Ethan Cole, un soldat spécialisé dans les risques biologiques et principal protagoniste du jeu. Celui-ci est envoyé dans la zone 51 avec une petite équipe de soldats pour enquêter sur une épidémie d'un virus dangereux qui se serait déclaré dans la base militaire. Ce virus, s'il affecte un humain, transforme son hôte en mutant, ce qui arrive à Ethan Cole. Il doit alors se défendre de soldats ennemis, en plus des mutants qui l'attaquent.
Le gameplay repose principalement sur l'acte de tirer sur des ennemis afin de se défendre. Le joueur a par conséquent accès à plusieurs armes, autant d'origine humaine qu'extraterrestre. Durant le jeu, le personnage peut alterner entre sa forme humaine et sa forme mutante, chacune d'entre elles lui procurant des capacités différentes. En plus d'un mode solo, le jeu propose un mode multijoueur auquel il est possible de jouer en ligne ou à deux joueurs en écran partagé.
Le jeu reçoit un accueil positif. Les critiques estiment qu'il offre une expérience satisfaisante dans son ensemble malgré son gameplay manquant d'originalité par rapport à d'autres jeux de tir à la première personne déjà disponibles. Les critiques s'accordent à dire que ses graphismes, notamment les scènes cinématiques en FMV, sont très réussis. Ils louent la qualité des effets sonores, mais sont toutefois déçus, pour la plupart, par ses doublages ainsi que son mode multijoueur.

## Trame

### Univers

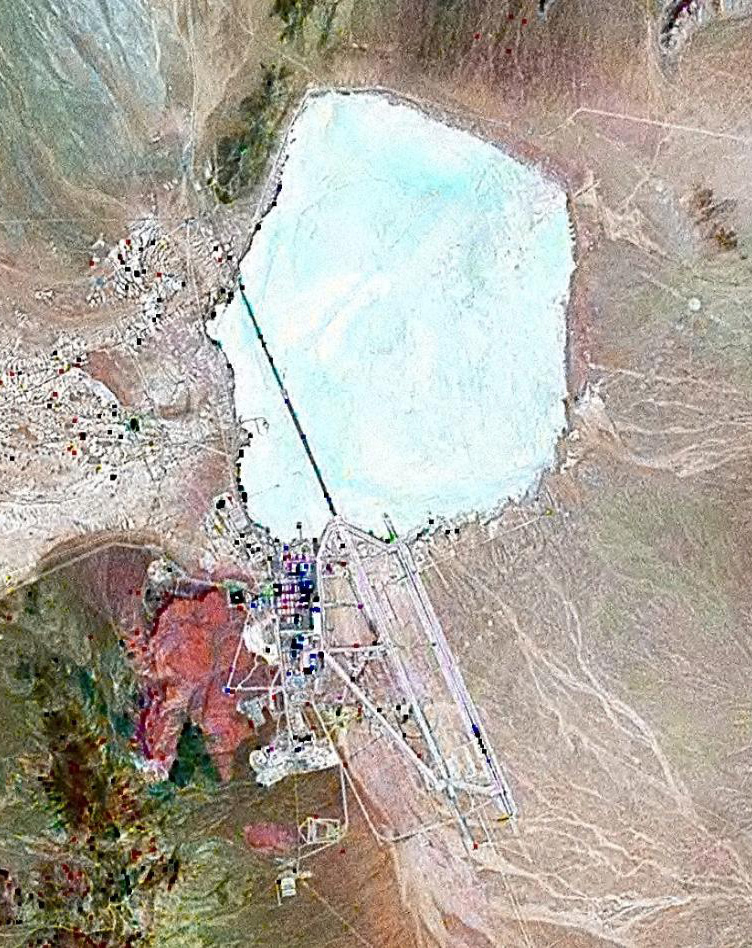
Le jeu prend place dans la zone 51, aux États-Unis.

Le jeu prend place dans un univers futuriste et se déroule dans une base secrète fictive qui se situe dans la célèbre aire géographique zone 51, aux États-Unis. Le jeu tire avantage de la fascination qui s'est créée autour de ce lieu par le biais de références à plusieurs théories du complot. Il aborde notamment l'affaire de Roswell, Majestic 12, les autopsies d'extraterrestres, le canular lunaire et les Illuminatis. Dans cet univers, ces rumeurs et théories sont toutes considérées comme des faits avérés,.

### Scénario
Pendant des milliers d'années, des Petits-gris ont étudié la planète Terre et l'humanité. Désirant ressortir vainqueurs d'une guerre intergalactique, ils profitent de la corruption des humains et utilisent les ressources naturelles de la planète pour créer des armes de destruction massive évoluées. À la suite d'une expérience qui tourne au désastre, un vaisseau extraterrestre s'écrase près de Roswell au Nouveau-Mexique. Le gouvernement, à l'aide des Illuminatis — une organisation secrète dont l'objectif est de contrôler le monde — décide de cacher ces évènements et la vérité au public. En outre, Edgar, un extraterrestre qui a été gravement blessé lors de l'avarie du vaisseau, est récupéré du site du crash et dissimulé sur la zone 51. Cette dernière est alors convertie en laboratoire de recherche pour étudier les Petits-gris. Depuis, des scientifiques ont entamé des expériences et ont développé un virus. Cet agent infectieux, qui se propage par morsure, affecte les humains en les transformant en mutants similaires à des zombies,.
Dans la crainte de perdre le contrôle de la situation, un scientifique nommé Dr Winston Cray décide de saboter le laboratoire pour le bien de l'humanité. Une créature nommée Theta est alors libérée et provoque une épidémie du virus. La procédure de quarantaine est automatiquement enclenchée, emprisonnant de nombreux employés et militaires à l'intérieur du bâtiment. Ceux qui ont été infectés attaquent les autres et se multiplient, plongeant le laboratoire dans le chaos. Ethan Cole et son équipe, des soldats experts en risques biologiques, se rendent sur la zone 51. Ils doivent affronter de nombreux mutants et surmonter plusieurs obstacles.
Après avoir perdu tous ses coéquipiers l'un après l'autre, Ethan Cole se retrouve seul et infecté par le virus. Sa quête change alors radicalement, car il doit, à partir de ce point, s'aventurer encore plus profondément dans le bâtiment, afin de trouver un remède avant qu'il ne perde totalement le contrôle de son esprit. Ethan Cole rencontre Edgar, qui lui offre l'antidote au virus. À la demande de l'extraterrestre, Cole détruit le vaisseau spatial des Petits-gris. Il trouve ensuite un portail qui le transporte à l'extérieur du bâtiment. Alors que la zone 51 se fait anéantir par l'explosion du vaisseau, Cole s'éloigne dans le désert, sain et sauf.

## Système de jeu
Area 51 est un jeu de tir à la première personne dont le gameplay repose surtout sur l'acte de se défendre des ennemis en leur tirant dessus. Le joueur prend le rôle d'Ethan Cole, un soldat spécialisé dans les risques biologiques, envoyé dans la zone 51 avec une petite équipe de soldats dans le but d'accomplir une mission dangereuse qui consiste à évaluer la gravité d'une épidémie du virus qui s'est déclaré dans le bâtiment et de la neutraliser,. Pour progresser dans le jeu, le joueur doit souvent récupérer des clés ou des cartes d'identification pour ouvrir des portes, lui permettant d'accéder aux sections suivantes de l'aventure. Le jeu est séparé en chapitres et son histoire est entre autres racontée à l'aide de cinématiques en FMV et de cinématiques utilisant le moteur de jeu.
Au début du jeu, le personnage principal, contrôlé par le joueur, est accompagné de quelques soldats alliés. Ces derniers aident le joueur en tirant sur les ennemis et en lançant par moments des grenades. Ils peuvent aussi effectuer un tir de suppression, par exemple pendant qu'un autre soldat lance une grenade. Ils ont tendance à concentrer leurs efforts sur les ennemis qui sont en train d'attaquer un des soldats alliés. Au courant du jeu, l'équipe est victime d'une embuscade perpétrée par des mutants, qui provoque la mort de tous les coéquipiers du joueur. Ethan Cole, quant à lui, se fait mordre par un mutant. À partir de ce point dans le jeu, le joueur a accès à de nouveaux pouvoirs. En effet, il lui est maintenant possible de se transformer en mutant pendant un temps limité, à condition que la jauge de mutant ne soit pas vide. Le joueur peut la remplir à nouveau en trouvant du mutagène, ce qui lui confère une force physique surhumaine très efficace contre les ennemis. Il lui est également possible d'effectuer une attaque à distance, qui consiste à envoyer des petites créatures volantes affectant les ennemis à proximité. Finalement, cet état lui procure aussi une meilleure vision pour détecter les ennemis, les couleurs étant modifiés afin de les mettre en évidence. Toutefois, le joueur se fait dorénavant attaquer par d'autres soldats humains, qui le considèrent dès lors comme un ennemi,. 
Sous sa forme humaine, Ethan Cole peut se défendre à l'aide de grenades et d'une panoplie d'armes à feu, dont un fusil à pompe, une mitrailleuse et un revolver, mais aussi avec des armes d'origine extraterrestre,. Dans certains cas, il est possible de tenir deux armes à la fois, rendant l'élimination des ennemis plus rapide. En outre, la plupart des armes possèdent une fonction spéciale complémentaire, soit une lentille pour mieux viser ou un tir secondaire plus puissant, mais moins rapide. À quelques moments précis de l'aventure, le joueur peut utiliser une tourelle pour tirer sur des vagues d'ennemis. À l'instar de Metroid Prime, le joueur peut également utiliser un scanner pour obtenir des informations sur son environnement et sur ses ennemis. Le joueur peut de cette façon en apprendre plus sur le contexte scénaristique du jeu.
En plus du mode solo, Area 51 propose un mode multijoueur. Il est possible d'y jouer en ligne ou à deux joueurs en écran partagé. Le multijoueur propose un mode « Infection », dans lequel les joueurs prennent le rôle de soldats et les autres le rôle de mutants, un mode match à mort et capture du drapeau. Au total, 14 cartes différentes, dont les environnements sont tirés de lieux visités par le joueur dans le mode solo, sont disponibles,.

## Développement

### Genèse
Le projet Area 51 débute en 2002. À cette période, Midway Games cherche à faire revivre certaines de ses anciennes franchises. Les développeurs chez Inevitable Entertainment (qui devient Midway Austin durant le développement) choisissent de reprendre Area 51, une franchise à l'origine publiée par Atari Games, car celle-ci les inspire le plus. L'équipe est à ce moment constituée d'ex-employés de la société Acclaim Entertainment, mais s'agrandit par la suite.

### Conception
L'équipe de développement commence par créer entièrement son propre moteur de jeu. Il permet aux développeurs d'ajouter plus rapidement des éléments visuels au jeu et d'en avoir un aperçu presque instantané. Il leur est en outre possible de tester rapidement de nouvelles idées directement dans le jeu, leur permettant ainsi de faire efficacement des ajustements si besoin. La création de ce moteur propriétaire leur permet de gagner beaucoup de temps, surtout en fin de développement, puisque la majeure partie des ajustements ont déjà été faits. La préproduction du jeu inclut des recherches sur la zone 51 et sur les diverses rumeurs qui l'entourent.
Lorsque le jeu est dévoilé au grand public, Midway Games déclare qu'il travaille en collaboration avec le studio de Stan Winston. Ce dernier est chargé de concevoir l'apparence des ennemis. Les concepteurs et le studio de Winston partagent des croquis entre eux pour arriver à un résultat qu'ils trouvent satisfaisant. L'équipe doit imaginer ce à quoi pourrait ressembler l'intérieur de la zone 51 étant donné qu'elle n'en a pas de modèle. Zach Wood, le producteur du jeu, souligne que les membres de l'équipe « y sont allés à fond » pour laisser libre court à leur imagination, afin de créer les décors d'un endroit qu'aucun civil ne peut visiter. Ainsi, ils désirent créer des environnements crédibles tout en se permettant de les rendre de plus en plus surréalistes alors que le joueur progresse. Cette transition vers des environnements ayant davantage trait à la science-fiction permet de contribuer au thème de théorie du complot, souligne Pete Franco, le directeur artistique du jeu. Wood note aussi que le déroulement du jeu dans la zone 51 permet à l'équipe d'être créative et de « créer une histoire et un univers unique » étant donné que le lieu est marqué par des secrets et de nombreuses théories du complot. Dès le début du développement, l'idée n'est pas de rester fidèle à Area 51, le jeu d'arcade de 1995. Les développeurs ne reprennent en effet que certaines idées scénaristiques, notamment le fait que le jeu se déroule dans la zone 51 et la présence d'extraterrestres. 
Les développeurs décident de faire évoluer le système de jeu au fur et à mesure que le joueur progresse. Ainsi, Area 51 débute avec un gameplay plus centré sur l'entraide avec des coéquipiers, pour finir en se concentrant davantage sur la solitude et, par extension, le sentiment de devoir affronter l'inconnu seul. Le pouvoir de transformation qu'obtient le joueur à partir d'un certain point dans le jeu a évolué durant le développement. Au départ, l'idée est de permettre 12 types de mutations différents à l'avatar, chacun d'entre eux possédant ses propres caractéristiques. Cette idée s'avère trop ambitieuse et est abandonnée. L'intelligence artificielle des soldats alliés dans la partie du jeu où le joueur évolue au sein d'un groupe, est basée sur le comportement de militaires qui opèrent dans le contexte d'un combat urbain. Stiefelmaier souligne qu'il a été « très facile de s'imaginer ce genre d'IA ; on peut s'inspirer de ce qu'on voit dans les bulletins d'information ou dans un bon film d'action ». L'intelligence artificielle des ennemis prend quant à elle plus d'effort à concevoir. Les développeurs souhaitent que le comportement des mutants diffère grandement de celui d'un humain. L'une des configurations de mouvements, le « Leaper AI » — soit en français « l'IA sauteur » —, est inspirée de la manière dont un léopard attaque sa proie. Pour les Petits gris, les développeurs veulent qu'ils donnent au joueur l'impression qu'ils sont « au-dessus de l'humanité ». Ils portent par conséquent peu d'attention au joueur. Grâce au mode multijoueur, sur lequel John Romero a contribué à la conception, l'équipe souhaite faire progresser le jeu en ligne, en particulier le jeu de tir à la première personne sur console, qui n'est encore qu'à ses débuts à l'époque (2005),,.
Area 51 est d'abord conçu pour fonctionner sur PlayStation 2 et optimisé pour exploiter au maximum les capacités de la console, avant d'être ensuite porté sur Xbox et plus tard sur PC. Le développement du jeu sur cette dernière plate-forme commence tardivement par rapport à celui des versions console. L'équipe effectue un test de portage sur cette plate-forme dont les résultats sont « impressionnants », si bien qu'elle décide de réaliser la conversion du jeu. Mis à part la gestion de la communauté en ligne, la version PC ne diffère que très peu des autres versions. Pour Jim Stiefelmaier, le directeur de création, le but est de s'assurer que le jeu soit jouable et qu'il soit encore plus beau que sur PlayStation 2 et Xbox.

### Audio
| Homme brun souriant habillé d'une chemise claire, derrière un microphone noir.             |  | Homme de style gothique habillé d'un costume noir, au visage maquillé de blanc avec un rouge à lèvres, saluant de la main. |
| Parmi les doubleurs pour la version anglaise se trouvent David Duchovny et Marilyn Manson. |  | |

La musique du jeu est produite et composée par Chris Vrenna, le batteur et cofondateur du groupe Nine Inch Nails, en collaboration avec Robert King et Clint Walsh,. Il ne s'agit pas de la première expérience du musicien dans le domaine du jeu vidéo, puisqu'il a déjà collaboré dans le passé pour la musique d'autres jeux, dont Quake. L'équipe de développement a recherché une sonorité « high-tech » qui se fond bien avec le thème futuriste du jeu. Helene Sheeler, vice-présidente du marketing en 2003 à Midway Games, déclare au sujet de Vrenna que « sa capacité à créer des musiques particulières et puissantes ajoutera une dimension unique et du dynamisme à Area 51 ». Vrenna lui-même, après avoir eu un aperçu du jeu, se dit « honoré qu'on lui ai demandé de composer la musique » et estime qu'il s'agit pour lui « d'une bonne occasion pour créer une musique aussi unique que le jeu lui-même ». Au total, environ 70 minutes de musique sont créées pour les séquences de jeu et environ 12 minutes pour les scènes cinématiques.
La voix originale du protagoniste, Ethan Cole, est assurée par l'acteur américain David Duchovny, qui est notamment connu pour avoir joué dans la série de science-fiction X-Files : Aux frontières du réel, tandis que celle du Major Bridges est interprétée par l'acteur américain Powers Boothe. La voix de l'extraterrestre nommé Edgar, quant à elle, est doublée par le chanteur américain Marilyn Manson,,.

## Commercialisation
En 2002, Midway Games dévoile Area 51 et précise qu'il s'agit d'un jeu d'action inspiré du jeu d'arcade du même nom de 1995, un rail shooter qui se déroule dans la zone 51, pour les consoles de salon PlayStation 2, Xbox et GameCube. Le jeu est à ce moment-là prévu pour sortir en 2004. En 2003, Midway Games annonce que le jeu est annulé sur GameCube. Une version jouable du jeu est présentée lors de l'Electronic Entertainment Expo 2004. L'apparition sur le site officiel du jeu en janvier 2005 d'un logo PC aux côtés des logos PlayStation 2 et Xbox laisse sous-entendre que le jeu sortira aussi sur PC. L'information est confirmée par Midway Games en février.
Finalement, Area 51 sort le 25 avril 2005 en Amérique du Nord, le 27 mai 2005 en Europe et le 9 novembre 2006 au Japon sur PlayStation 2 et Xbox. La version PC, quant à elle, voit sa publication légèrement repoussée et sort le 6 juin 2005 en Amérique du Nord.

## Accueil
Area 51 reçoit un accueil généralement positif de la part de la presse spécialisée lors de sa sortie. Les critiques estiment qu'il offre une expérience satisfaisante dans son ensemble malgré son gameplay manquant d'originalité par rapport à d'autres jeux de tir à la première personne déjà disponibles. Les critiques s'accordent à dire que ses graphismes, notamment les scènes cinématiques en FMV, sont très réussis. Ils louent la qualité des effets sonores, mais sont toutefois déçus, pour la plupart, par ses doublages ainsi que son mode multijoueur. Sur PlayStation 2, le jeu totalise une moyenne de notes de 75 % sur Metacritic sur la base de 37 critiques et un score de 78,54 % sur GameRankings sur la base de 48 critiques,. Sur Xbox, il obtient sur Metacritic une moyenne de 72 % grâce à 27 critiques et sur GameRankings un score de 74,79 % grâce à 43 critiques,. Enfin, le jeu reçoit un accueil légèrement plus mitigé sur PC avec une moyenne de 67 % sur Metacritic fort de 27 critiques et une moyenne  de 70,75 % sur GameRankings basée sur 32 critiques,.
Jeuxvideo.com qualifie le jeu de « FPS grand public » qui pourrait très bien plaire aux fans de science-fiction, notamment ceux qui s'intéressent aux histoires d'extraterrestres. Il trouve le gameplay peu innovant, mais solide. Gamekult partage cet avis, déclarant que le joueur « ne trouvera rien de plus que ce que proposent les trois quarts des FPS sortis ces dernières années », mais que le titre offre tout de même une expérience qui plaira aux néophytes du genre. IGN est satisfait du jeu, mais considère toutefois que si ce n'était pour certaines lacunes, Area 51 aurait pu être « réellement excellent ». Le site décrit le jeu comme étant une sorte de combinaison de Half-Life et de Doom 3 avec un gameplay nerveux. Il apprécie les « combats frénétiques » avec les hordes d'ennemis, qui sont selon lui mises en valeur par la manière dont les armes « tremblent et grondent avec férocité ». GameSpot estime que « l'action peut, à certains moments, être bien satisfaisante » et souligne que, étant donné sa ressemblance avec d'autres jeux de tir populaires, le jeu est facile d'accès aux joueurs habitués à ce genre. À l'exception de quelques moments « excitants », GameSpot considère qu'il s'agit d'un jeu au level design linéaire avec des groupes d'ennemis à affronter « qui surgissent de manière très prévisible ». Il trouve en outre que les armes sont amusantes à utiliser en raison de leur puissance de feu satisfaisante, mais que les combats — bien que proposant un bon défi — et les objectifs du jeu sont répétitifs. Gamekult regrette le manque de variété des ennemis et trouve l'aventure trop linéaire, ce qui a un impact selon lui sur la liberté du joueur, mais estime que le titre devrait plaire aux joueurs qui aiment les jeux qui ne nécessitent pas de finesse. IGN est très déçu par le scénario du jeu, déclarant qu'il est « mal dirigé, à peine compréhensible et désorganisé ». Jeuxvideo.com, quant à lui, considère que cet aspect du jeu est assez intéressant pour tenir le joueur en haleine. 
Selon Jeuxvideo.com, les graphismes d'Area 51 ne sont pas particulièrement impressionnants, mais n'empêchent toutefois pas le jeu d'être immersif et engageant. En outre, le site remarque que les environnements sont redondants en raison de leur structure architecturale et de leur palette de couleurs, et regrette le manque d'originalité des armes et des ennemis. Malgré ces bémols, il loue la qualité des scènes cinématiques, qu'il trouve magnifiques. Quant à lui, IGN salue les graphismes du jeu sur PlayStation 2, plus précisément la qualité des textures, des couleurs et des effets de particules. Il considère les visuels comme « l'une des plus grandes réussites technologiques pour un jeu de tir à la première personne ». En outre, le site remarque que les graphismes de la version Xbox sont très bien réussis, mais comparativement aux autres jeux sur le même système, ils « laissent un peu à désirer ». Selon Gamekult, la qualité des textures et de la modélisation des personnages contribuent à l'immersion du joueur dans l'aventure. Il apprécie en outre les effets visuels lorsque le joueur se transforme en mutant et les effets d'explosions. Le site loue la qualité « saisissante » des scènes cinématiques. Pour GameSpot, les graphismes sont la principale force du jeu. Il trouve les environnements bien modélisés et juge leurs textures de qualité. En outre, malgré une intrigue se déroulant presque entièrement à l'intérieur du même endroit, il remarque que le titre offre tout de même une bonne variété d'environnements. Il apprécie également la qualité du design et de la modélisation des personnages et des ennemis, tout en notant qu'ils ne sont cependant pas aussi bien réussis que les environnements du jeu. Le site apprécie la qualité des effets de lumière et de particules, et constate que ces derniers n'ont presque pas d'impact négatif sur la fluidité du jeu, que ce soit sur PlayStation 2 ou Xbox.
GameSpot est impressionné par certains effets sonores, notamment ceux des armes. Il souligne toutefois que la musique n'est pas très mémorable, déclarant qu'elle passe inaperçue. IGN salue aussi la qualité des effets sonores et de la musique qui « resteront longtemps dans l'esprit des joueurs ». Le site n'est cependant pas aussi satisfait des doublages, émettant des doutes quant au choix du casting. Il remarque en effet que David Duchovny, qui fait la voix du protagoniste du jeu, semble trop peu investi dans son rôle. Pour GameSpot, la qualité des doublages est « inégale dans son ensemble ». Il trouve la performance de David Duchovny « endormante ». Selon le site, les meilleurs doublages proviennent des personnages moins importants. Concernant les doublages en français, Jeuxvideo.com regrette que la voix d'Ethan Cole n'ait pas été assurée par Georges Caudron, l'habituel doubleur de plusieurs des personnages joués par David Duchovny. Il ajoute que la qualité est malgré tout au rendez-vous.
Jeuxvideo.com considère que le multijoueur manque trop d'originalité pour que les joueurs ne s'y attardent vraiment. IGN déclare qu'il ne conseillerait pas l'achat du jeu pour son mode multijoueur. GameSpot est plutôt satisfait de ce mode, estimant qu'il fonctionne bien sur consoles, mais précise que comparativement au multijoueur de d'autres jeux de tir à la première personne, « il n'y a rien de particulièrement spécial ».

## Postérité
En parallèle au jeu, une adaptation cinématographique du jeu Area 51 est annoncée dès 2002. Paramount Pictures obtient les droits du jeu en 2004 pour produire le film. En 2007, Grant Morrison, auteur de comic book, est annoncé à la création du scénario,. MTV rapporte en 2009, soit sept ans après son annonce initiale, que le projet semble être en suspens.
En 2007, une suite indirecte à Area 51, nommée BlackSite, est publiée par Midway Games. Développée par Midway Austin, elle est sortie sur PC, Xbox 360 et PlayStation 3. Il s'agit d'un jeu de tir à la première personne dont l'intrigue se déroule d'abord en Irak, puis tout près de la zone 51 aux États-Unis. Cet opus explore notamment les thèmes d'invasion d'extraterrestres et de secrets gouvernementaux.

### Sources primaires
1. ↑  Area 51 : Manuel d'utilisation, Midway Games, 2005, p. 5.
2. 1 2  Midway Austin. Area 51 (Xbox, PlayStation 2). Midway Games. 2005.
3. ↑  Area 51 : Manuel d'utilisation, Midway Games, 2005, p. 11-12.
4. ↑  Area 51 : Manuel d'utilisation, Midway Games, 2005, p. 6.
5. ↑  Area 51 : Manuel d'utilisation, Midway Games, 2005, p. 9.
6. ↑  Area 51 : Manuel d'utilisation, Midway Games, 2005, p. 18.

### Interviews
1. 1 2 3 4 5 6  (en) Richard Aihoshi, « Area 51 Interview, Part 1 », sur IGN, 14 mars 2005 (consulté le 26 novembre 2018).
2. 1 2 3 4  (en) Richard Aihoshi, « Area 51 Interview, Part 2 », sur IGN, 24 mars 2005 (consulté le 21 février 2019).
3. 1 2 3 4 5  (en) « Area 51 Wrap Report », sur IGN, 24 juin 2005 (consulté le 8 mars 2019).
4. ↑  (en) Jon Robinson, « Area 51 Interview », sur IGN, 11 juillet 2003 (consulté le 3 novembre 2018).

### Sources secondaires
1. 1 2 3 4 5 6 7 8 9 10  Trunks, « Area 51, de l'alien au dessert », sur Gamekult, 27 mai 2005 (consulté le 30 septembre 2018).
2. ↑  (de) GreenAcid, « Area 51 (dt.) im Gamezone-Test », sur GameZone.de, 25 mai 2005 (consulté le 8 octobre 2018).
3. 1 2 3 4 5 6 7 8 9 10 11 12  Logan, « Test du jeu Area 51 sur PS2 », sur Jeuxvideo.com, 25 mai 2005 (consulté le 29 septembre 2018).
4. 1 2 3 4 5 6 7 8 9 10 11  (en) Alex Navarro, « Area 51 Review », sur GameSpot, 25 avril 2005 (consulté le 30 septembre 2018).
5. 1 2  (en) Ryan McCaffrey, « Area 51 », Official Xbox Magazine, no 43,‎ avril 2005, p. 78-79.
6. ↑  (en) David Adams, « Midway Does the Inevitable », sur IGN, 11 octobre 2004 (consulté le 8 mars 2019)
7. ↑  (en) « Alien Nation », PC Zone, no 153,‎ avril 2005, p. 10.
8. 1 2 3  (en) « Midway Revisits Area 51 », sur IGN, 2 août 2002 (consulté le 13 octobre 2018).
9. ↑  « Area 51 », sur Jeuxvideo.com, 14 septembre 2004 (consulté le 22 décembre 2018).
10. ↑  (en) Thomas Layton, « Chris Vrenna to score Area 51 », sur GameSpot, 9 septembre 2003 (consulté le 9 octobre 2018).
11. 1 2  (en) « Chris Vrenna Picked to Score Area 51 », sur IGN, 9 septembre 2003 (consulté le 10 octobre 2018).
12. 1 2 3 4 5 6 7  (en) Ivan Sulic, « Area 51 Reviewed on PS2 », sur IGN, 21 avril 2005 (consulté le 29 septembre 2018).
13. ↑  (en) Thor Thorsen, « Duchovny, Manson to voice Area 51 », sur GameSpot, 26 août 2004 (consulté le 7 octobre 2018).
14. ↑  (en) Giancarlo Varanini, « New Area 51 details », sur GameSpot, 11 juillet 2003 (consulté le 13 octobre 2018).
15. ↑  (en) Bob Colayco, « Midway reveals full E3 lineup », sur GameSpot, 12 mai 2004 (consulté le 16 novembre 2018).
16. ↑  (en) Dan Adams, « Area 51 to PC », sur IGN, 19 janvier 2005 (consulté le 3 novembre 2018).
17. ↑  (en) David Adams, « Area 51 Declassified for PC », sur IGN, 16 février 2005 (consulté le 3 novembre 2018).
18. ↑  (en) Tim Surette, « Area 51 flies off to factory », sur GameSpot, 13 avril 2005 (consulté le 21 février 2019).
19. ↑  « Area 51 : Résumé », sur Gamekult (consulté le 5 mars 2019).
20. ↑  (ja) « エリア-51 (PS2) », sur Famitsu (consulté le 21 février 2019).
21. ↑  (en) Tim Surette, « Area 51 invades PCs », sur GameSpot, 6 juin 2005 (consulté le 21 février 2019).
22. ↑  (it) Alberto Torgano, « Area 51 », Computer idea, no 149,‎ octobre 2005, p. 72.
23. ↑  (en) Kristan Reed, « Area 51 », sur Eurogamer, 20 juin 2005 (consulté le 18 février 2019).
24. ↑  (en) Alex Navarro, « Area 51 Review », sur GameSpot, 10 juin 2005 (consulté le 30 septembre 2018).
25. ↑  (en) Alex Navarro, « Area 51 Review », sur GameSpot, 25 avril 2005 (consulté le 30 septembre 2018).
26. ↑  (en) Ivan Sulic, « Area 51 Reviewed on PC », sur IGN, 9 juin 2005 (consulté le 29 septembre 2018).
27. ↑  (en) Ivan Sulic, « Area 51 Reviewed on Xbox », sur IGN, 21 avril 2005 (consulté le 29 septembre 2018).
28. ↑  Logan, « Test du jeu Area 51 sur PC », sur Jeuxvideo.com, 3 octobre 2005 (consulté le 29 septembre 2018).
29. ↑  Logan, « Test du jeu Area 51 sur Xbox », sur Jeuxvideo.com, 27 mai 2005 (consulté le 29 septembre 2018).
30. 1 2  (en) « Area 51 for PC Reviews », sur Metacritic (consulté le 29 septembre 2018).
31. 1 2  (en) « Area 51 for PlayStation 2 Reviews », sur Metacritic (consulté le 29 septembre 2018).
32. 1 2  (en) « Area 51 for Xbox Reviews », sur Metacritic (consulté le 29 septembre 2018).
33. ↑  (en) « Area 51 for PlayStation 2 » [archive du 9 décembre 2019], sur GameRankings (consulté le 29 septembre 2018).
34. ↑  (en) « Area 51 for Xbox » [archive du 9 décembre 2019], sur GameRankings (consulté le 29 septembre 2018).
35. ↑  (en) « Area 51 for PC » [archive du 9 décembre 2019], sur GameRankings (consulté le 29 septembre 2018).
36. ↑  (en) « Paramount Plotting Area 51 », sur IGN, 4 avril 2007 (consulté le 20 février 2019).
37. ↑  (en) Pamela McClintock et Dave McNary, « Comicbook author to write Area 51 », sur Variety, 3 avril 2007 (consulté le 20 février 2019).
38. ↑  (en) Rick Marshall, « What Does Paranormal Activity Director's Area 51 Movie Mean For Grant Morrison's Area 51? », sur MTV, 16 novembre 2009 (consulté le 20 février 2019).
39. ↑  Amaebi, « BlackSite PS3 : Noir, c'est noir », sur Gamekult, 11 mars 2008 (consulté le 20 février 2019).